# Ebrach (Attel)
Die Ebrach ist ein knapp 23 km langer Fluss in den oberbayerischen Landkreisen Ebersberg und Rosenheim, der kurz vor deren eigener Mündung in den Inn beim Pfarrdorf Attel der Stadt Wasserburg am Inn von links und Norden der Attel zufließt. Der Fluss ist namengebend für das Ebrachtal.

## Geographie

### Verlauf
Die Ebrach entspringt als Moosbach genannter Entwässerungsgraben am Südrand des Mooses zwischen der Stadt Ebersberg und ihrem Dorf Vorderegglburg im Westen. Der auf etwa 560 m ü. NHN entstandene Moosbach läuft durch Wiesen- und zuletzt Riedflächen knapp einen Kilometer nordwärts und mündet dann – wie jeweils mindestens ein weiterer, kürzerer Graben zu seiner Linken und Rechten – in den etwa 35 ha großen Egglburger See (553 m ü. NHN).
Aus diesem größten See im Gesamtlauf fließt dann an der Südostspitze die Ebrach aus und durch die Ebersberger Weiherkette ostwärts, die sich bis zur Kumpfmühle etwa drei Kilometer flussabwärts zieht, dabei passiert sie die namengebende Kreisstadt des Landkreises Ebersberg größtenteils an deren nördlichem Siedlungsrand und trennt einen schmalen Nordausläufer der Stadt ab. In weiterem, etwas wechselhaftem Ostlauf verlässt sie nach einiger Strecke das Stadtgebiet und durchquert dann in dieser Richtung die Gemarkungen der Gemeinden Steinhöring und Pfaffing, ab der letzteren nun bis zuletzt im Landkreis Rosenheim. Im zögerlich betretenen Gemeindegebiet von Edling wendet sie sich nach mehr als der Hälfte ihres Gesamtlaufs langsam nach Süden.
Nahe am und im Ortsbereich von Edling entwässert die Ebrach dann ein halbes Dutzend zerstreuter Weiher, der mit über 20 ha  nach Fläche größte ist der Staudhamer See (476 m ü. NHN) und liegt wie auch andere schon im Osten jenseits der Gemarkungsgrenze zu Wasserburg am Inn, die ab hier nahe dem Lauf folgt. Hinter dem Dorf Edling, das der Bach auf Höhen um 470 m ü. NHN durchläuft, tieft er sich dann auf Südlauf erstmals steiler ein. Während die Ebrach bisher in flacher Mulde und in nur großen Kurven eine Wiesenlandschaft mit Wald allenfalls an den Randhöhen durchzog, füllen Waldbäume nun teilweise die sich schlängelnde enge Talrinne, in der der Fluss in Kleinmäandern zieht. Er passiert hier einige Weiler und Dörfer der beiden Anliegergemeinden auf den nahen Hangschultern, zuletzt fließt er so unter dem Wasserburger Pfarrdorf Attel links oben vorbei, von dessen Sporn die B 15 ins Tal absteigt. Weniger als dreihundert Meter weiter mündet die Ebrach beim Weiler Elend auf etwa 431 m ü. NHN unter dem linken Sporn mit den erhaltenen Gebäuden des Klosters Attel an der Spitze nach einem insgesamt ostsüdöstlichen Lauf von nicht ganz 30 km von links und Norden in die Attel, die selbst nach nur vierhundert weiteren Metern dem Inn zufließt.

### Zuflüsse, Teilungsläufe und Seen
Vom Ursprung zur Mündung. Längen und Einzugsgebiete nach dem amtlichen Gewässerverzeichnis, Höhen abgefragt auf der amtlichen topographischen Karte. Andere Quellen für die Angaben sind vermerkt. Auswahl.
- Oberlauf Moosbach zum Egglburger See
- Durchfließt auf 553 m ü. NHN den Egglburger See
- Durchfließt die Ebersberger Weiherkette bei Ebersberg
- (Zufluss), von rechts auf etwa 516 m ü. NHN bei Ebersberg-Neuhausen, 3,2 km und 2,9 km²
- (Zufluss), von rechts auf etwa 505 m ü. NHN nach Steinhöring, 2,1 km und 1,5 km²
- Brunnenbach, von links auf etwa 505 m ü. NHN nach Steinhöring, 4,5 km und 12,8 km²
- → (Abgang des Moosgrabens), nach links auf etwa 504 m ü. NHN bei Steinhöring-Oelmühle
- ← (Rücklauf des Moosgrabens), von links auf etwa 500 m ü. NHN bei Pfaffing-Reith
- Augraben, von links auf 493 m ü. NHN bei Albaching-Moos
- → (Abgang des Fallgrabens), nach rechts auf etwa 485 m ü. NHN an der Keltenschanze vor Edling-Obersteppach
- Ramsauer Bach, von rechts auf etwa 483 m ü. NHN in den Fallgraben bei Edling-Ramsau
- Kesselseegraben, von links auf etwa 477 m ü. NHN in die Ebrach selbst nach Edling-Rudering, 2,5 km und 2,7 km²
- Staudhamer-See-Graben, von links auf etwa 476 m ü. NHN in die Ebrach selbst am Nordrand von Edling
- ← (Rücklauf des Fallgrabens), von rechts auf etwa 476 m ü. NHN etwa gegenüber dem vorigen
- Schelmwiesengraben, von rechts auf etwa 474 m ü. NHN in Edling
- Kumpfmühlbach, von rechts auf etwa 449 m ü. NHN bei Edling-Edgarten

### Ebersberger Weiherkette

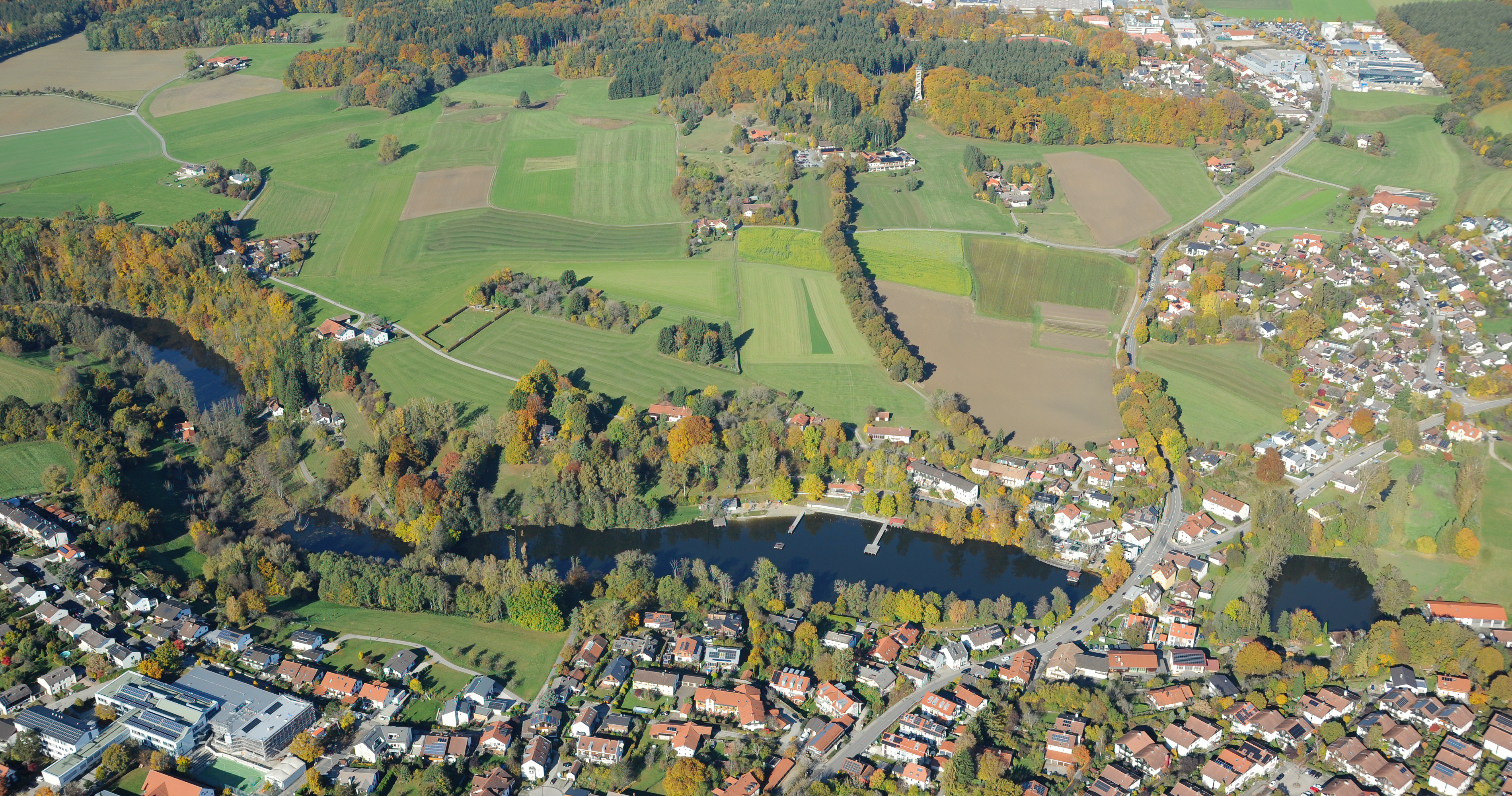
Luftbild der Ebersberger Weiherkette: Langweiher, Kleiner Weiher, Klostersee und Schauberger-Weiher (von links nach rechts)

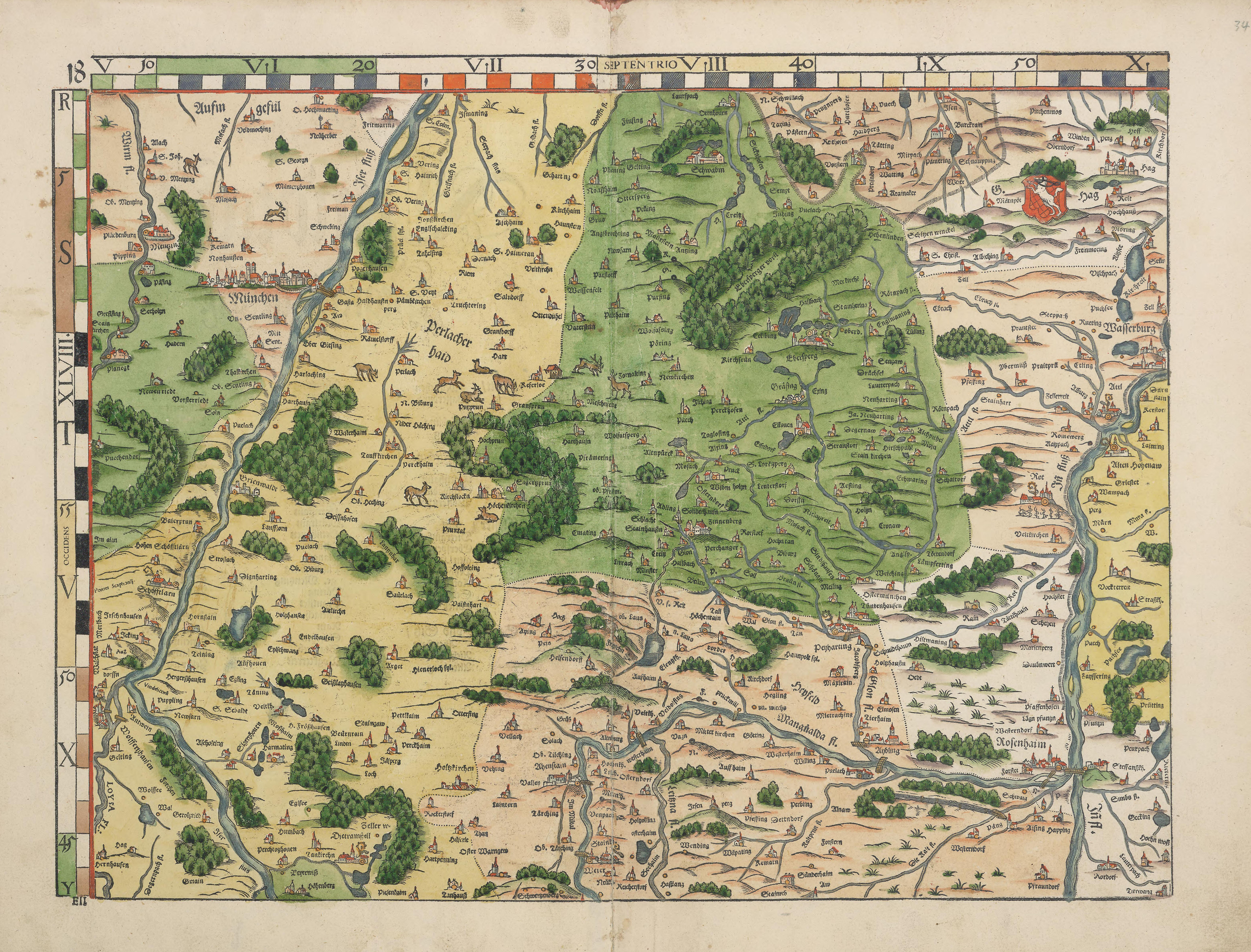
Landtafel 18 von Philipp Apian (1568), mit dem Egglburger See und der Ebersberger Weiherkette südlich des Eberſperger vorst bei Ecklburg

Nach der geschichtlichen Überlieferung wurde der Egglburger See bei Ebersberg im Jahre 1040 vom Abt des Ebersberger Benediktinerklosters geschaffen. Die bald nach dem Abfluss der Ebrach aus ihm mit dem Seeweberweiher einsetzende Folge von Weihern wurde zur Fischzucht aufgestaut. An mindestens fünf der sieben Weiher standen zudem Wassermühlen. Die Weiherkette zieht sich drei Kilometer lang vom Egglburger See bis zur Kumpfmühle, ihre Gesamtfläche bleibt deutlich unter der des größeren Sees zuvor. In letzter Zeit bemüht sich ein örtlicher Verein um Erhalt und Sanierung der Weiherkette.
Ein 154 ha großes Gebiet ist seit 1998 naturschutzrechtlich als Landschaftsschutzgebiet unter dem Namen Schutz der Weiherkette in der Stadt Ebersberg als LSG geschützt.
| Nr. | See oder Weiher         | früherer Name              | ehem. Mühle  | von km | bis km | Fläche m² | Höhe m | Max. Tiefe m |
| --- | ----------------------- | -------------------------- | ------------ | ------ | ------ | --------- | ------ | ------------ |
| 1   | Seeweberweiher          |                            |              | 0,124  | 0,194  | 3192      | 551    |              |
| 2   | Langweiher              |                            | Mühl         | 0,475  | 0,899  | 23446     | 548    | 1            |
| 3   | Kleiner Weiher          | Gotzler Weiher, Wildweiher |              | 1,066  | 1,168  | 5991      | 545    | 2            |
| 4   | Klostersee              | Mühlweiher, Eber-Weiher    | Klostermühle | 1,184  | 1,557  | 33092     | 545    | 2,5          |
| 5   | Schauberger-Weiher      |                            | Anderl-Mühle | 1,659  | 1,730  | 5195      | 540    |              |
| 6   | Kleinmühl-Weiher        |                            | Kleinmühle   | 2,477  | 2,558  | 6417      | 534    |              |
| 7   | Kumpfmühl-Weiher        |                            | Kumpfmühle   | 2,912  | 3,037  | 16051     | 530    |              |
|     | Ebersberger Weiherkette |                            |              | 0,124  | 3,037  | 93384     |        |              |